# サミソニ・トゥア
サミソニ・トゥア(Samisoni Tua、1995年5月24日 - ）は、トンガ出身のラグビーユニオン選手。2025年現在ジャパンラグビーリーグワンに参戦する浦安D-Rocksに所属している。

## プロフィール
- トンガ出身[1]。
- ポジションはセンター(CTB)。
- 身長 182 cm、体重 105 kg
- 7人制日本代表に選ばれたことがある[2]。
- 日本代表キャップは3。（2024年9月21日現在）

## 略歴
トンガ・カレッジ、摂南大学を経て、2018年、NTTドコモレッドハリケーンズ(現・NTTドコモレッドハリケーンズ大阪)に加入。同年9月29日にジャパンラグビートップチャレンジリーグ1stステージ第3節マツダブルーズーマーズ戦に先発出場で日本での公式戦初出場を果たす。
2022年7月、NTT再編に伴う新チーム浦安D-Rocks選手スコッドに選ばれた。
2024年6月22日に行われたリポビタンDチャレンジカップ2024イングランド戦にて先発出場で日本代表初キャップ獲得。